# Улица Саве Ковачевића (Лештане)
| Саве Ковачевића · улица      | Саве Ковачевића · улица |
| ---------------------------- | ----------------------- |
|                              |                         |
| Општина                      | Гроцка                  |
| Почетак                      | Смедеревски пут         |
| Крај                         | Маршала Тита            |
| Дужина                       | 2000 m                  |
| Створена                     | 1966.                   |
| Названа                      | 1966.                   |
|                              |                         |
| Приказ улице Саве Ковачевића |                         |

Улица Саве Ковачевића се простире кроз насеље Лештане, Градска општина Гроцка.

## Име улице
Назив улице Саве Ковачевића је добила по револуционару Сави Ковачевићу (Нудо, код Никшића, 25. јануар 1905 — Врбница, код Фоче, 13. јун 1943) учесник Народноослободилачке борбе и народни херој Југославије.
Одрастао је у родном селу, где се бавио пољопривредом, а као младић је најпре радио као шумар, а потом краће време у руднику Трепча и у штампарији у Београду.

## Улицом Саве Ковачевића
У улици Саве Ковачевића данас се налазе многи објекти (ресторана, спортских терена и клубова, продавница, основна школа, вртићи).

### бр. 1
Основна школа "Никола Тесла"

### бр. 2
Трафостаница Лештане је 2011. године након рестаурације пуштена поново у погон и сада производи 450KW.

### бр. 3
Дом здравља Миливоје Стојковић се налази непосредно на почетку саме улице.

## Градски превоз
Улицом Саве Ковачевића пролази линија 311 чија је траса Устаничка-Лештане(плантаже).

## Суседне улице
Улицу Саве Ковачевића пресецају улице:
- Првомајска
- Душана Петровића-Шанета
- Миодрага Пешића